# حبیله
حبیله (به عربی: حبیلة) یک منطقهٔ مسکونی در سودان است که در کردفان شمالی واقع شده‌است.